# Công giáo Đông phương
Các Giáo hội Công giáo Đông phương là các giáo hội riêng biệt tự trị, hiệp thông hoàn toàn với Giáo hoàng, hợp cùng Giáo hội Latinh tạo thành toàn bộ Giáo hội Công giáo. Các giáo hội này bảo tồn nhiều truyền thống thần học, thực hành và phụng vụ lâu đời của Đông phương, chia sẻ hầu hết điểm chung với những giáo hội Kitô giáo Đông phương khác, như Chính thống giáo Đông phương, Chính thống giáo Cựu Đông phương và Cảnh giáo.
Về mặt lịch sử, các Giáo hội Công giáo Đông phương từng tọa lạc tại Đông Âu, Trung Đông, Bắc Phi và bang Kerala, Ấn Độ nhưng hiện nay do di cư nên cũng hiện diện ở Tây Âu, châu Mỹ và châu Đại Dương, thiết lập tại nơi đây các giáo phận Đông phương bên cạnh các giáo phận Latinh. Hiện tại có tất cả 23 Giáo hội hay "Lễ chế" Công giáo Đông phương, với các truyền thống phụng vụ: Alexandria, Antiochia, Armenia, Byzantium và Chaldea.